# 6313 Tsurutani
6313 Tsurutani eller 1990 RC8 är en asteroid i huvudbältet som upptäcktes den 14 september 1990 av den belgiske astronomen Henri Debehogne vid La Silla-observatoriet. Den är uppkallad efter Bruce Tsurutani.